# گوری پرادان
گوری پرادان تجوانی بازیگر و مدل هندی است که عمدتاً در تلویزیون هندی کار می کند.

## زندگینامه
گوری پرادان سال‌های گذشته خود را در جامو و کشمیر هند در یک خانواده مراتی گذراند. پدرش سرگرد سوبهاش واسودئو پرادان افسر بازنشسته ارتش هند و مادرش آشا خانه‌دار است. پرادان دومین فرزند از سه خواهر و برادر است؛ برادر بزرگترش بهارات، مهندس پتروشیمی است، در حالی که خواهر کوچکترش گیتانجالی، پزشک است. پرادان تنها فرزند خانواده است که مدلینگ و بازیگری را به عنوان حرفه دنبال کرده است.  دوران کودکی او به دلیل ماهیت شغل پدرش در سفر به سراسر کشور گذشت.